# Peugeot Typ 177

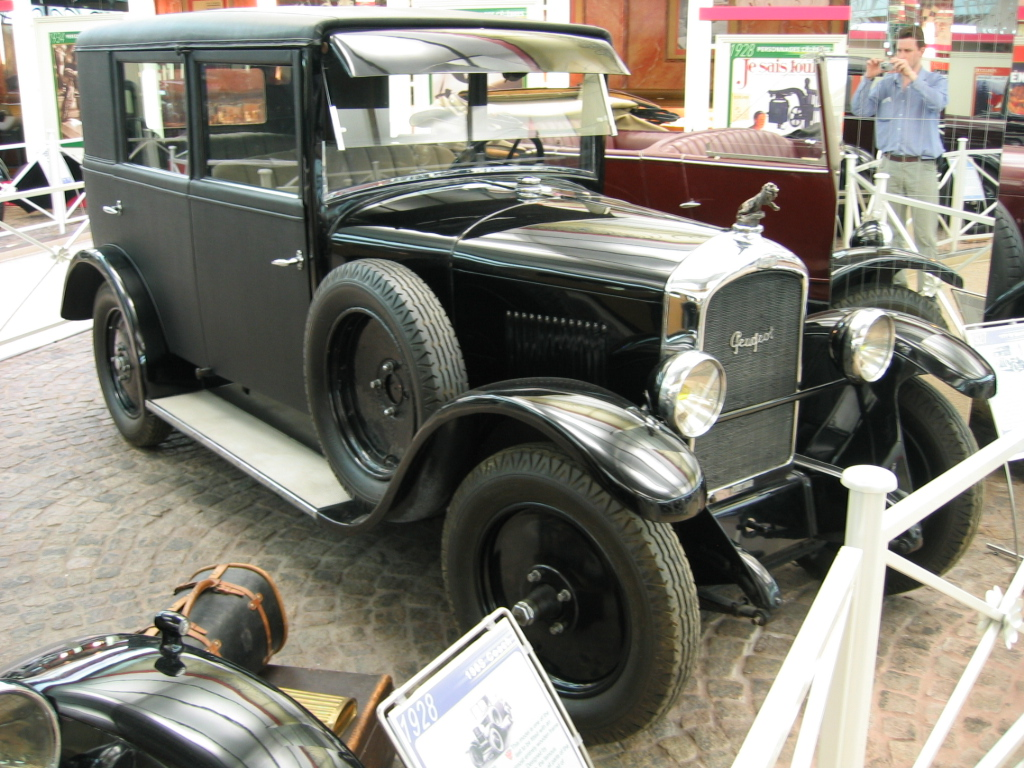
Peugeot Typ 177 im Peugeot-Museum Sochaux

Der Peugeot Typ 177 ist ein Automodell des französischen Automobilherstellers Peugeot, von dem von 1923 bis 1929 in den Werken Audincourt, Beaulieu und Sochaux 34.241 Exemplare produziert wurden.
Die Fahrzeuge besaßen einen Vierzylinder-Viertaktmotor, der vorne angeordnet war und über Kardan die Hinterräder antrieb. Der Vierzylindermotor mit 1525 cm³ Hubraum hatte eine Bohrung von 68 mm mit 105 mm Hub.
| Modell                   | Baujahre  | Hubraum  | PS | Radstand | Spurbreite                           | Fahrzeuglänge | Fahrzeugbreite | Fahrzeughöhe | Karosserieform                                                        | Exemplare |
| ------------------------ | --------- | -------- | -- | -------- | ------------------------------------ | ------------- | -------------- | ------------ | --------------------------------------------------------------------- | --------- |
| 177 B, 177 BL und 177 BH | 1923–1926 | 1525 cm³ |    | 267 cm   | 120,2 cm                             | 400 cm        | 146 cm         | 180 cm       | Torpedo, Innenlenker, Camionnette, Charrette                          | 16.039    |
| 177 M, 177 M1 und 177 M2 | 1926–1928 | 1393 cm³ | 28 | 269,5 cm | 119,5 cm (vorne) und 120 cm (hinten) | 400 cm        |                |              | Torpedo Cabriolet, Torpedo Sport, Innenlenker, Cabriolet, Lieferwagen | 12.530    |
| 177 R                    | 1928–1929 | 1615 cm³ | 30 | 269,5 cm | 119,5 cm (vorne) und 120 cm (hinten) | 400 cm        |                |              | Torpedo Cabriolet, Torpedo Sport, Innenlenker, Cabriolet, Lieferwagen | 5672      |